# Волхов (посёлок)
Во́лхов — посёлок в Бережковском сельском поселении Волховского района Ленинградской области.

## История
Селение Гостинопольская Пристань было образовано в 1818 году при Гостинопольской пристани на реке Волхов, которая была известна еще во время Ганзы, куда съезжались новгородские и иностранные купцы.
Деревня Гостинопольская Пристань, состоящая из 30 крестьянских дворов, упоминается на топографической карте Санкт-Петербургской губернии Ф. Ф. Шуберта 1834 года.

ГОСТИНОПОЛЬСКАЯ — пристань, купцов, мещан и других лиц, по просёлочной дороге, 18 дворов, 51 душа м. п.  (1856 год)

ГОСТИНОПОЛЬСКАЯ (ГОСТИНОЕ ПОЛЕ) — пристань при реке Волхов; 51 двор, жителей 117 м. п., 121 ж. п. (1862 год)

В конце XIX — начале XX века Гостинопольская Пристань административно относилась к Михайловской волости 2-го земского участка 2-го стана Новоладожского уезда Санкт-Петербургской губернии и являлась местом жительства полицейского урядника.
С 1924 года учитывается областными административными данными как посёлок сельского типа Волхов в составе Волховского сельсовета Пролетарской волости Волховского уезда.
Согласно данным переписи населения СССР 1926 года в посёлке Волхов проживали 529 человек — большинство русские, а также белорусы, эстонцы, латыши и татары.
По данным 1933 года посёлок Волхов являлся административным центром Волховского сельсовета Волховского района, в который входили 7 населённых пунктов: деревни Вельца, Жубкина, Панево, Ульяшево, посёлок Волхов, село Халтурино и выселок Запорожье, общей численностью населения 1698 человек.
По данным 1936 года деревня Волхов являлась административным центром Волховского сельсовета в состав которого входили 6 населённых пунктов, 448 хозяйств и 5 колхозов.

План посёлка Волхов. 1941 год

Согласно топографической карте РККА 1941 года Волхов насчитывал 59 дворов. В нём располагались почта, сельсовет и паромная переправа.
По данным 1966 года деревня Волхов также входила в состав Волховского сельсовета.
По данным 1973 года посёлок Волхов находился в подчинении Прусыногорского сельсовета.
По данным 1990 года посёлок Волхов также входил в состав Прусыногорского сельсовета.
В 1997 году в посёлке Волхов Бережковской волости проживали 24 человека, в 2002 году — 31 человек (все русские).
В 2007 году в посёлке Волхов Бережковского СП — 17 человек.

## География
Посёлок расположен в южной части района на правом берегу реки Волхов. К востоку от посёлка протекает река Жубка.
Через посёлок проходит автодорога 41К-022 (Кириши — Городище — Волхов).
Расстояние до административного центра поселения — 5 км.
Расстояние до ближайшей железнодорожной станции Гостинополье — 1 км.

## Демография
| 1862 | 1997 | 2002 | 2007 | 2010 | 2017 |
| ---- | ---- | ---- | ---- | ---- | ---- |
| 238  | ↘24  | ↗31  | ↘17  | ↗51  | ↘45  |

### Национальный состав
Согласно данным Всероссийской переписи населения 2021 года в посёлке проживал 21 человек, все русские.

## Достопримечательности
С конца XV и до 1764 года на территории современного посёлка находился Никольский Гостинопольский монастырь.